# Tityra
Tityra – rodzaj ptaków z podrodziny bekardów (Tityrinae) w rodzinie bekardowatych (Tityridae).

## Zasięg występowania
Rodzaj obejmuje gatunki występujące w Ameryce Środkowej i Południowej.

## Morfologia
Długość ciała 16,5–24 cm; masa ciała 33,8–88,1 g.

## Systematyka

### Etymologia
- Tityra: Tityrus, imię wiejskiego pasterza w Bukolikach Wergiliusza[8]. Nazwą Tityri starożytni nazywali również satyrów oraz innych hałaśliwych towarzyszy Pana i Dionizosa, i w tym znaczeniu może to się odnosić do hałaśliwego i agresywnego zachowania bekardy czarnosternej[8].
- Psaris: gr. ψαρις psaris „nieznany, mały ptak”, wspomniany przez Hezychiusza, być może jaskółka[8]. Gatunek typowy: Lanius cayanus Linnaeus, 1766.
- Pachyrhynchus: gr. παχυς pakhus „gruby, tęgi”; ῥυγχος rhunkhos „dziób”[8]. Gatunek typowy: Pachyrhynchus melanocephalus Wagler, 1822 (= Lanius cayanus Linnaeus, 1766).
- Erator: łac. errator, erratoris „wędrowiec, włóczęga”[8]. Gatunek typowy: Lanius inquisitor M.H.C. Lichtenstein, 1823.
- Exetastes: gr. εξεταστης exetastēs „egzaminator”, od εξεταζω exetazō „badać”[8]. Gatunek typowy: Lanius inquisitor M.H.C. Lichtenstein, 1823.

### Podział systematyczny
Do rodzaju należą następujące gatunki:
- Tityra inquisitor (M.H.C. Lichtenstein, 1823) – bekarda czarnogłowa
- Tityra cayana (Linnaeus, 1766) – bekarda czarnosterna
- Tityra semifasciata (von Spix, 1825) – bekarda maskowa
- Tityra leucura von Pelzeln, 1868 – bekarda białosterna